# Caso BPN
O caso BPN refere-se a um conjunto de casos interrelacionados que exibem indícios de vários tipos de crime, como corrupção, lavagem de dinheiro e tráfico de influências, e que levaram à nacionalização do BPN, banco a que estavam ligados ex-membros do núcleo duro do X Governo Constitucional de Portugal (chefiado por Cavaco Silva), como Dias Loureiro, José Oliveira e Costa, Duarte Lima e Miguel Cadilhe. Entre as organizações envolvidas encontram-se, além do BPN, a Sociedade Lusa de Negócios e o Banco Insular. O final do Caso BPN chega após um custo para o Estado Português de 3200 milhões de Euros e consequente venda pelo Governo PSD-PP de Passos Coelho ao banco BIC por 40 milhões de Euros.

## Cronologia
- 2011-03-17 - O Banco de Cabo Verde instaurou um processo a ex-administradores do Banco Insular e do Banco Fiduciário Internacional por alegada violação das regras financeiras.[2]
- 2011-03-17 - O inspetor tributário Paulo Jorge Silva declarou que a SLN pagou a Luiz Felipe Scolari e Luís Figo, respectivamente, quase 800 mil euros e cerca de 390 mil euros, através da offshore Jared Finance, que servia de "saco azul" para fazer "pagamentos por fora".[3]
- 2011-04-01 -Uma testemunha declarou durante o julgamento que o grupo Sociedade Lusa de Negócios movimentou 9,7 mil milhões de euros, entre 2003 e 2008, através de contas da Solrac Finance, uma offshore do grupo SLN, com conta no balcão virtual do Banco Insular.[4]

Em maio de 2010, foi votada e aprovada em Assembleia Geral da SLN a mudança de nome da sociedade para Grupo Galilei, com 89,17% de votos favoráveis, numa assembleia geral que teve 65,13% do capital representado. Atualmente, no site do Grupo Galilei na Internet, a página "História" indica que o grupo foi fundado em 1999, mas não faz referência directa ao nome original, embora o mesmo se torne implícito. 
Em janeiro de 2011, é tornado público que o ex-Primeiro-ministro e ex-Presidente da República de Portugal, Cavaco Silva, adquiriu as suas acções da então SLN a um preço especial (cerca de 40% a 60% abaixo do valor de mercado), o que estava reservado apenas para um conjunto selecionado de acionistas, e do qual Cavaco Silva não fazia parte. 
No final de 2012, o total parcial de prejuízos causados, a serem pagos pelo Estado Português, ascendiam a 7 mil milhões de euros.
Em maio de 2017, foram condenados 12 dos arguidos processo principal do caso BPN. José Oliveira e Costa foi condenado a 14 anos de prisão por de abuso de confiança, burla qualificada, falsificação de documentos, infidelidade, aquisição ilícita de ações e de fraude fiscal no âmbito do processo do caso BPN.